# Petromyzon marinus
La lamprea marina (Petromyzon marinus) es una especie de pez agnato del orden Petromyzontiformes. Esta especie se distribuye por la zona templada del hemisferio Norte, con una amplia presencia en Europa y Norteamérica.

## Distribución
En Europa posee localmente un elevado interés económico y gastronómico, con pesquerías de la especie en diferentes ríos de España, Francia y Portugal. Estos países albergan las principales poblaciones de la especie en Europa. Por el contrario, en algunos lagos de Norteamérica, principalmente en los Grandes Lagos, esta especie es invasora y provoca importantes daños en las poblaciones de peces autóctonos.

## Ciclo de vida
La reproducción tiene lugar en los ríos, en los que adultos buscan zonas de grava y corriente moderada. Estos individuos son capaces de arrastrar las piedras del sustrato para formar un nido en el que depositaran los huevos. Las jóvenes larvas, también llamadas “ammocetes”, pasan varios años en el río, dónde viven enterradas en el sedimento fino y se alimentan por filtración de materia orgánica y microorganismos. Al final de esta fase, los ammocetes sufren una metamorfosis que puede durar varios meses y durante la cual los individuos no se alimentan. Esta transformación permite a los jóvenes postmetamórficos migrar al mar o a los lagos, donde se alimentan de la sangre y tejidos de diferentes especies de peces a los que se adhieren con su ventosa bucal. Poseen una lengua dentada, que actúa como un pistón perforando la piel de sus presas. Algunos individuos ya empiezan a alimentarse en el río antes de completar su migración aguas abajo. Después de un período de uno o dos años de alimentación hematófaga, los adultos dejan de alimentarse y vuelven a los ríos para reproducirse y cerrar así el ciclo.